# 托馬斯冰原島峰
78°58′S 87°28′W / 78.967°S 87.467°W
托馬斯冰原島峰（英語：Thomas Nunatak），是南極洲的冰原島峰，位於埃爾斯沃思地，處於坎普山以西31公里，屬於埃爾斯沃思山脈的一部分，由明尼蘇達大學探險隊命名，現時由南極條約體系管理。